# Județul Teleorman (interbelic)
Județul Teleorman a fost o unitate administrativă de ordinul întâi din Regatul României, aflată în regiunea istorică Muntenia. Reședința județului era orașul Turnu Măgurele.

## Întindere

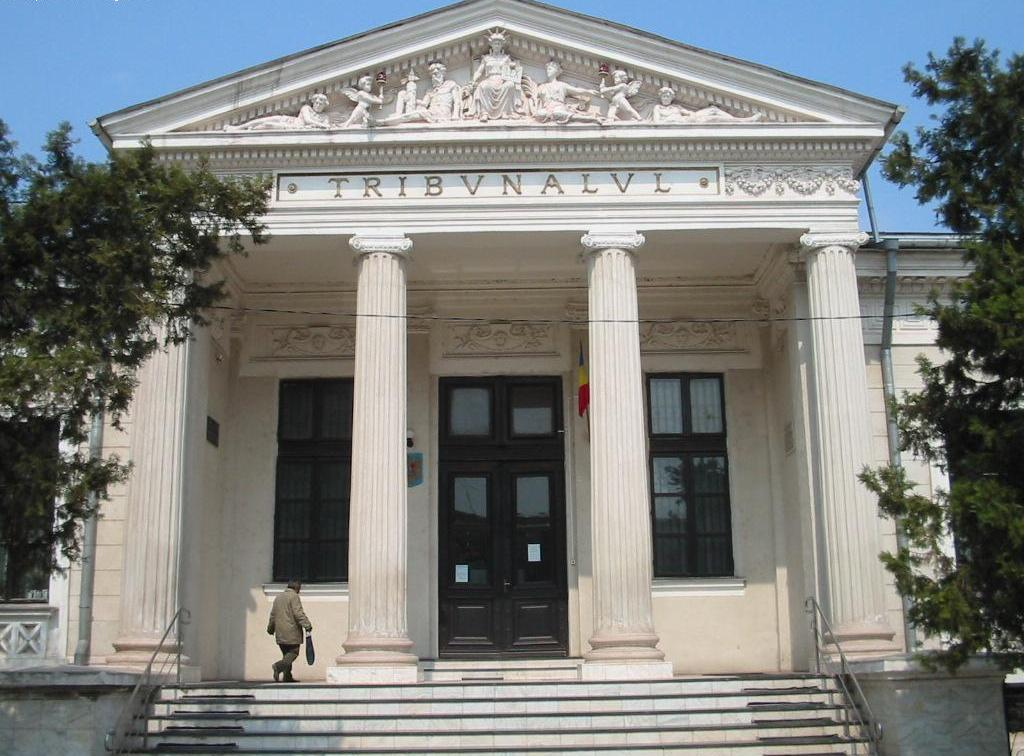
Clădirea Tribunalului județului Teleorman din perioada interbelică. Clădirea-monument istoric a fost construită în anul 1914 și este situată pe Str. 1 Decembrie nr. 6. În prezent, aici funcționează Judecătoria Turnu Măgurele.

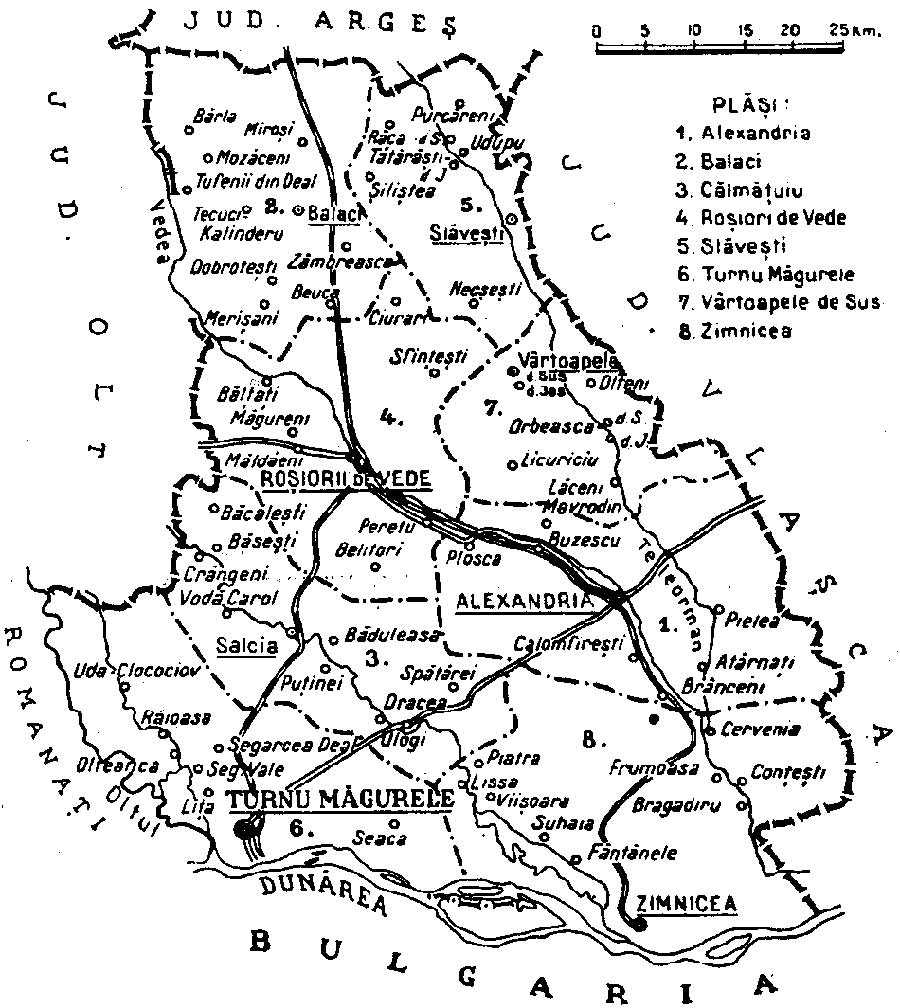
Harta județului, cu dispunerea și denumirea plășilor, în anul 1938.

Județul se afla în partea sudică a României Mari, în sud-vestul regiunii Muntenia, fiind despărțit de Bulgaria de Dunăre. Județul se învecina la vest cu județele Romanați și Olt, la nord cu județul Argeș, la est cu județul Vlașca, iar la sud cu Bulgaria. Suprafața sa coincide în bună parte cu cea a actualului județ Teleorman.

## Organizare
Teritoriul județului era împărțit inițial în șapte plăși:
1. Plasa Alexandria,
2. Plasa Balaci,
3. Plasa Marginea
4. Plasa Roșiori de Vede,
5. Plasa Târgului
6. Plasa Turnu Măgurele și
7. Plasa Zimnicea.

Ulterior, numărul plășilor județului a devenit opt, prin crearea a trei plăși noi:
1. Plasa Călmățuiu,
2. Plasa Slăvești și
3. Plasa Vârtoapele de Sus.

Pe teritoriul județului se aflau patru comune urbane sau orașe: Turnu Măgurele (reședința județului), Alexandria, Roșiorii de Vede și Zimnicea.

## Populație
Conform datelor recensământului din 1930 populația județului era de 347.294 de locuitori, dintre care 98,1% români, 1,4% țigani ș.a. Din punct de vedere confesional a fost înregistrată următoarea alcătuire: 99,0% ortodocși, 0,6% adventiști, 0,1% mahomedani ș.a.

### Mediul urban
Populația urbană a județului număra 58.632 de locuitori, dintre care 94,4% români, 3,3% țigani, 0,4% maghiari, 0,4% evrei ș.a. Sub aspect confesional orășenimea era formată din 98,1% ortodocși, 0,6% mahomedani, 0,4% mozaici, 0,4% romano-catolici ș.a.